# Meriania pergamentacea
Meriania pergamentacea är en tvåhjärtbladig växtart som beskrevs av Célestin Alfred Cogniaux. Meriania pergamentacea ingår i släktet Meriania och familjen Melastomataceae. Inga underarter finns listade i Catalogue of Life.